# Hoàng Hữu Đản
Hoàng Hữu Đản (1922–2012) là một nhà văn, dịch giả người Việt Nam
Hoàng Hữu Đản sinh ngày 03 tháng 04 năm 1922 tại Quảng Bình. 
Năm 1930 ông theo học trường trung học Collège de Francisca, Thanh Hóa. Ông học Tiếng Pháp và Tiếng Anh ở đây. Sau đó ông còn học hai ngôn ngữ cổ là Tiếng Hi Lạp và Latin.
Tốt nghiệp tú tài, ông làm thư ký toà sứ. 
Trong những năm chiến tranh, ông làm chủ bút tờ báo Công Lý của Mặt trận liên Việt, làm cán bộ giảng dạy tiếng Pháp, tiếng Việt, văn học tại các trường ở Quảng Bình, Quảng Trị, Hà Tĩnh,...
Năm 1954, ông chuyển về hẳn trường cấp 3 Ngô Sĩ Liên, Bắc Giang dạy Văn, Sử Địa ở đây cho đến khi trường sơ tán. Từ đó cho đến cuối đời ông tập trung cho sự nghiệp nghiên cứu, sáng tác và dịch tác phẩm văn học từ Tiếng Pháp sang Tiếng Việt và ngược lại.
Ông qua đời vào hồi 1:20 ngày 26 tháng 3 năm 2012 tại Thành phố Hồ Chí Minh. Ông được an táng tại nghĩa trang Đa Phước, huyện Bình Chánh.
Kịch:
- Bí mật vườn Lệ Chi
- Người con gái Nguyễn Du
- Gặp gỡ tất yếu
- Mất mát và đền bù
- Đứa con hư

Dịch cổ văn học Hy Lạp, cổ sử Hy Lạp, Ba Tư sang Tiếng Việt:
- Trường ca của Homère (Iliade và Odyssée)
- Những bi kịch của Eschyle, Sophocle, Euripide
- Hài kịch của Aristophane
- Những tác phẩm sử học của Herodote, Thucydide, Xenophon

Thành công nhất là dịch vở kịch thơ Pháp Le Cid (1960)
 
Dịch văn học Việt sang Pháp:
- Tập thơ song ngữ Ánh trăng (tuyển thơ Việt Nam của nhiều tác giả)
- Quà muộn (tập truyện ngắn của nhà văn Nguyên Hương)
- Thi Vân Yên Tử (tập thơ của Hoàng Quang Thuận)
- Lỡ bước sang ngang (thơ Nguyễn Bính)
- Thơ điên Hàn Mặc Tử

Về văn học cho thiếu nhi:
Truyện kể của Maurice Carème:Truyện kể cho Caprine, Vương quốc các loài hoa, Cái dải mũ của Pompadour, Hòn bi thủy tinh

Dịch văn học Việt sang Tiếng Anh:
- Nỗi buồn chiến tranh (Bảo Ninh)

Bên cạnh đó ông còn viết các chuyên luận về sân khấu, bút ký và sáng tác thơ
Ông được trao Huân chương Cành cọ Hàn lâm hạng nhì của Pháp vào 24 tháng 03 năm 2008.
Ông Olivier Page, một trí thức Pháp, nhận xét:
Ông là một tu sĩ Franciscain yêu nước, xuất thân từ đồng ruộng và truyền thống ngàn đời của Việt Nam, một kẻ khiêm tốn đã làm nên những sự nghiệp lớn trong đời mình bằng cách chiến đấu cho tổ quốc và văn chương; ông là một nghệ sĩ đã đọc Homère sau khi say đắm Athéna, vị nữ thần có đôi mắt biếc xanh của lá cây ôliu…
- Tùng và Phong Lan Blog – Blog của Hoàng Hữu Đản Lưu trữ ngày 18 tháng 9 năm 2018 tại Wayback Machine

1. ↑  "Hoàng Hữu Đản nặng lòng với văn học Pháp". VNE. Bản gốc lưu trữ ngày 30 tháng 3 năm 2012. Truy cập ngày 27 tháng 3 năm 2012.
2. ↑  "Vĩnh biệt nhà văn - dịch giả Hoàng Hữu Đản". Hội Nhà văn TP. HCM. ngày 27 tháng 3 năm 2012. Bản gốc lưu trữ ngày 28 tháng 3 năm 2012. Truy cập ngày 27 tháng 3 năm 2012.
3. ↑  "Hoàng Hữu Đản: Phải công bằng với lịch sử". NLDO. Truy cập ngày 27 tháng 3 năm 2012.[liên kết hỏng]